# Le Jazz de Mabel
Pour plus de détails, voir Fiche technique et Distribution.
Le Jazz de Mabel (That Ragtime Band) est un film muet américain de court métrage et une comédie réalisé par Mack Sennett, sorti en 1913.

## Fiche technique
- Titre original : That Ragtime Band
- Réalisation : Mack Sennett
- Producteur : Mack Sennett
- Studio de production : The Keystone Film Company
- Distribution : Mutual Film
- Pays d'origine :  États-Unis
- Format : Noir et blanc - 1.33 : 1 - Format 35 mm
- Langue : film muet intertitres anglais
- Genre : Comédie
- Durée : une bobine
- Dates de sortie : 
  -  États-Unis 1er mai 1913

## Distribution
- Ford Sterling : professeur Smelts
- Mabel Normand : Mabel
- Nick Cogley : musicien et rival
- Raymond Hatton : le trompettiste
- Alice Davenport : la mère de Mabel
- Edgar Kennedy : le régisseur
- Charles Avery : un musicien
- Rube Miller : l'acrobate
- Laura Oakley : la grande orientale
- Jewel Carmen : femme dans le public (non créditée)
- William Hauber : homme dans le public (non crédité)
- Helen Holmes : femme devant le théâtre (non créditée)
- Bert Hunn : homme dans le public (non crédité)